# Okręg mazurski
Okręg mazurski (IV) (okręg Prusy Wschodnie) – jednostka administracyjna istniejąca na zajętych przez Polskę ziemiach byłych Prus Wschodnich i Zachodnich w latach 1945–1946.
Okręg powstał 14 marca 1945. Obejmował tereny dawnych Prus Wschodnich w granicach z 1939, które zostały włączone do Polski (w tym Powiśle oraz tzw. subregion EGO). 28 czerwca 1946 został rozwiązany i przekształcony w województwo olsztyńskie po uprzednim włączeniu Powiśla (bez powiatu suskiego) w skład województwa gdańskiego, a powiatów ełckiego, gołdapskiego i oleckiego w skład województwa białostockiego.
Zarządcą Okręgu był pełnomocnik rządu na Okręg Mazurski Jakub Prawin.